# Saša Zagorac
Saša Zagorac (nacido el 1 de enero de 1984 en Liubliana, Eslovenia) es un exjugador de baloncesto esloveno. Con 2.05 metros de estatura, jugaba en la posición de ala-pívot. Fue campeón del Eurobasket 2017 con Eslovenia.

## Palmarés
- Liga de Eslovenia: 1

Union Olimpija: 2004
- Copa de Eslovenia: 1

Union Olimpija: 2004